# Кубок Англии по футболу 1901/1902
Кубок Англии 1901/1902 (англ. FA Cup 1901–02) — 31-й розыгрыш старейшего кубкового футбольного турнира, Кубка Футбольной ассоциации, более известного как Кубок Англии. Победителем стал «Шеффилд Юнайтед», обыгравший в переигровке финального матча «Саутгемптон» со счётом 2:1.

## Календарь
| Раунд                            | Дата                      |
| -------------------------------- | ------------------------- |
| Предварительный раунд            | Суббота, 21 сентября 1901 |
| Первый квалификационный раунд    | Суббота, 5 октября 1901   |
| Второй квалификационный раунд    | Суббота, 19 октября 1901  |
| Третий квалификационный раунд    | Суббота, 2 ноября 1901    |
| Четвёртый квалификационный раунд | Суббота, 16 ноября 1901   |
| Пятый квалификационный раунд     | Суббота, 30 ноября 1901   |
| Промежуточный раунд              | Суббота, 14 декабря 1901  |
| Первый раунд                     | Суббота, 25 января 1902   |
| Второй раунд                     | Суббота, 8 февраля 1902   |
| Третий раунд                     | Суббота, 22 февраля 1902  |
| Полуфиналы                       | Суббота, 15 марта 1902    |
| Финал                            | Суббота, 19 апреля 1902   |

## Промежуточный раунд
В промежуточном раунде встретились 10 победителей пятого квалификационного раунда, а также 1 клуб из Первого дивизиона («Смолл Хит»), 5 клубов из Второго дивизиона («Честерфилд», «Ньютон Хит», «Вулидж Арсенал», «Бернли» и «Лестер Фосс») и 4 клуба из Южной футбольной лиги («Рединг», «Нью-Брайтон Тауэр», «Портсмут» и «Миллуолл Атлетик»).
Другие клубы Второго дивизиона начали выступления в турнире с более ранних квалификационных раундов. «Барнсли», «Блэкпул» , «Бристоль Сити», «Бертон Юнайтед», «Берзлем Порт Вейл», «Донкастер Роверс», «Гейнсборо Тринити», «Глоссоп», «Линкольн Сити» и «Стокпорт Каунти» начали выступления с третьего квалификационного раунда. Из них только «Глоссоп» и «Линкольн Сити» вышли в промежуточный раунд. Также в него вышли 8 клубов, не входящих в Футбольную лигу.
Клуб «Нью-Брайтон Тауэр» был расформирован летом 1901 года, поэтому «Оксфорд Сити» прошёл в первый раунд, не сыграв в промежуточном.
| №           | Хозяева          | Счёт    | Гости             | Дата            |
| ----------- | ---------------- | ------- | ----------------- | --------------- |
| 1           | Рединг           | 2:1     | Честерфилд        | 14 декабря 1901 |
| 2           | Уолсолл          | 2:0     | Нью Бромптон      | 14 декабря 1901 |
| 3           | Ньютон Хит       | 1:2     | Линкольн Сити     | 14 декабря 1901 |
| 4           | Бишоп Окленд     | 2:3     | Бернли            | 14 декабря 1901 |
| 5           | Миллуолл Атлетик | 1:1     | Бристоль Роверс   | 14 декабря 1901 |
| Переигровка | Бристоль Роверс  | 1:0     | Миллуолл Атлетик  | 18 декабря 1901 |
| 6           | Лестер Фосс      | 0:1     | Глоссоп           | 14 декабря 1901 |
| 7           | Вулидж Арсенал   | 1:1     | Лутон Таун        | 14 декабря 1901 |
| Переигровка | Лутон Таун       | 0:2     | Вулидж Арсенал    | 18 декабря 1901 |
| 8           | Оксфорд Сити     | тех. п. | Нью-Брайтон Тауэр |                 |
| 9           | Нортгемптон Таун | 4:1     | Дарвен            | 14 декабря 1901 |
| 10          | Портсмут         | 2:1     | Смолл Хит         | 14 декабря 1901 |

## Первый раунд
В первом раунде сыграли 32 команды: 10 победителей промежуточного раунда, 17 из 18 клубов Первого дивизиона, 3 клуба из Второго дивизиона («Вест Бромвич Альбион», «Мидлсбро» и «Престон Норт Энд») и 2 клуба из Южной футбольной лиги («Саутгемптон» и Тоттенхэм Хотспур»).
| №                  | Хозяева                 | Счёт | Гости                | Дата           |
| ------------------ | ----------------------- | ---- | -------------------- | -------------- |
| 1                  | Бери                    | 5:1  | Вест Бромвич Альбион | 25 января 1902 |
| 2                  | Ливерпуль               | 2:2  | Эвертон              | 25 января 1902 |
| Переигровка        | Эвертон                 | 0:2  | Ливерпуль            | 29 января 1902 |
| 3                  | Сток                    | 2:2  | Астон Вилла          | 25 января 1902 |
| Переигровка        | Астон Вилла             | 1:2  | Сток                 | 29 января 1902 |
| 4                  | Уолсолл                 | 1:0  | Бернли               | 25 января 1902 |
| 5                  | Ноттс Каунти            | 1:2  | Рединг               | 25 января 1902 |
| 6                  | Блэкберн Роверс         | 0:2  | Дерби Каунти         | 1 февраля 1902 |
| 7                  | Уэнсдей                 | 0:1  | Сандерленд           | 25 января 1902 |
| 8                  | Гримсби Таун            | 1:1  | Портсмут             | 25 января 1902 |
| Переигровка        | Портсмут                | 2:0  | Гримсби Таун         | 29 января 1902 |
| 9                  | Вулверхэмптон Уондерерс | 0:2  | Болтон Уондерерс     | 25 января 1902 |
| 10                 | Мидлсбро                | 1:1  | Бристоль Роверс      | 25 января 1902 |
| Переигровка        | Бристоль Роверс         | 1:0  | Мидлсбро             | 29 января 1902 |
| 11                 | Вулидж Арсенал          | 0:2  | Ньюкасл Юнайтед      | 25 января 1902 |
| 12                 | Тоттенхэм Хотспур       | 1:1  | Саутгемптон          | 25 января 1902 |
| Переигровка        | Саутгемптон             | 2:2  | Тоттенхэм Хотспур    | 29 января 1902 |
| Вторая переигровка | Саутгемптон             | 2:1  | Тоттенхэм Хотспур    | 3 февраля 1902 |
| 13                 | Манчестер Сити          | 1:1  | Престон Норт Энд     | 25 января 1902 |
| Переигровка        | Престон Норт Энд        | 0:0  | Манчестер Сити       | 29 января 1902 |
| Вторая переигровка | Престон Норт Энд        | 2:4  | Манчестер Сити       | 3 февраля 1902 |
| 14                 | Оксфорд Сити            | 0:0  | Линкольн Сити        | 25 января 1902 |
| Переигровка        | Линкольн Сити           | 4:0  | Оксфорд Сити         | 30 января 1902 |
| 15                 | Нортгемптон Таун        | 0:2  | Шеффилд Юнайтед      | 25 января 1902 |
| 16                 | Глоссоп                 | 1:3  | Ноттингем Форест     | 25 января 1902 |

## Второй раунд
| № | Хозяева         | Счёт | Гости            | Дата            |
| - | --------------- | ---- | ---------------- | --------------- |
| 1 | Саутгемптон     | 4:1  | Ливерпуль        | 8 февраля 1902  |
| 2 | Рединг          | 0:1  | Портсмут         | 8 февраля 1902  |
| 3 | Уолсолл         | 0:5  | Бери             | 8 февраля 1902  |
| 4 | Линкольн Сити   | 1:3  | Дерби Каунти     | 8 февраля 1902  |
| 5 | Шеффилд Юнайтед | 2:1  | Болтон Уондерерс | 8 февраля 1902  |
| 6 | Ньюкасл Юнайтед | 1:0  | Сандерленд       | 12 февраля 1902 |
| 7 | Манчестер Сити  | 0:2  | Ноттингем Форест | 8 февраля 1902  |
| 8 | Бристоль Роверс | 0:1  | Сток             | 8 февраля 1902  |

## Третий раунд
| №           | Хозяева          | Счёт | Гости           | Дата            |
| ----------- | ---------------- | ---- | --------------- | --------------- |
| 1           | Бери             | 2:3  | Саутгемптон     | 22 февраля 1902 |
| 2           | Ноттингем Форест | 2:0  | Сток            | 22 февраля 1902 |
| 3           | Ньюкасл Юнайтед  | 1:1  | Шеффилд Юнайтед | 22 февраля 1902 |
| Переигровка | Шеффилд Юнайтед  | 2:1  | Ньюкасл Юнайтед | 27 февраля 1902 |
| 4           | Портсмут         | 0:0  | Дерби Каунти    | 22 февраля 1902 |
| Переигровка | Дерби Каунти     | 6:3  | Портсмут        | 27 февраля 1902 |

## Полуфиналы
| Саутгемптон | 3:1 | Ноттингем Форест |
| ----------- | --- | ---------------- |
|             |     |                  |

| Шеффилд Юнайтед | 1:1 | Дерби Каунти |
| --------------- | --- | ------------ |
|                 |     |              |

Переигровка
| Шеффилд Юнайтед | 1:1 | Дерби Каунти |
| --------------- | --- | ------------ |
|                 |     |              |

Вторая переигровка
| Шеффилд Юнайтед | 1:0 | Дерби Каунти |
| --------------- | --- | ------------ |
|                 |     |              |

## Финал
Финал прошёл 19 апреля 1902 года на лондонском стадионе «Кристал Пэлас». В нём встретились «Шеффилд Юнайтед» и «Саутгемптон». Матч завершился со счётом 1:1 после дополнительного времени, после чего была назначена переигровка.
В переигровке, которая также прошла на стадионе «Кристал Пэлас», победу со счётом 2:1 одержал «Шеффилд Юнайтед».

### Матч
| Шеффилд Юнайтед | 1:1 | Саутгемптон |
| --------------- | --- | ----------- |
| Коммон 55′      |     | Вуд 88′     |

| Шеффилд Юнайтед | Саутгемптон |

### Переигровка
| Шеффилд Юнайтед      | 2:1     | Саутгемптон |
| -------------------- | ------- | ----------- |
| Хедли 2′ · Барнс 79′ | (отчёт) | Браун 70′   |